# Heptonema latex
Heptonema latex is een mosselkreeftjessoort uit de familie van de Cylindroleberididae. De wetenschappelijke naam van de soort is voor het eerst geldig gepubliceerd in 1992 door Kornicker.